# Кинджал Тутанхамона
Кинджал Тутанхамона — кинджал із залізним лезом з гробниці фараона Тутанхамона (правління близько 1334—1325 рр. до н. е.). Виявлений у 1925 році археологом Говардом Картером. Зберігається у колекції Каїрського єгипетського музею. Аналіз хімічного складу леза показав, що воно зроблене з метеоритного заліза.

## Опис
Кинджал завдовжки 35 см.
Лезо залізне. Відразу після відкриття, дослідники висловили думку про метеоритне походження заліза. Дослідження, опубліковане в червні 2016 року, отримане за допомогою рентгенівського флуоресцентного спектрометричного аналізу, показує, що лезо складається переважно з заліза (Fe), 11 % нікелю (Ni) і 0,6 % кобальту (Co). Це означає, що його склад відповідає середньому складу раніше виявлених залізних метеоритів. Вміст нікелю в основній масі металу більшості залізних метеоритів коливається від 5 % до 35 %, тоді як він ніколи не перевищує 4 % в історичних залізних артефактах, вироблених із земних руд до 19 століття.
У 2022 році учені провели рентгенівське сканування і хімічний аналіз кинджала Тутанхамона. У структурі леза кинджала вчені виявили наявність заліза, нікелю, марганцю і кобальту, а також сірку, хлор, кальцій і цинк. Учені виявили на кинджалі сульфід заліза, які також зустрічаються в октаедритах. Присутність сульфіду заліза, а також характерний тонкий візерунок на клинку вказують на те, що він був викований за відносно низької температури — менше 950 °C. Оскільки хімічний аналіз не дозволяв виявити місце виготовлення кинджалу, вчені зуміли встановити його за допомогою серії табличок віком 3400 років, відомих як Амарнський архів. Вони виявили записи про якийсь залізний кинджал у золотих піхвах, який був подарований Аменхотепу III, дідові Тутанхамона, королем Мітанні, коли фараон одружився з його дочкою. Це дозволяє припустити, що був виготовлений на території сучасної Сирії.

## Історичне підґрунтя
Під час правління Тутанхамона (кінець 14 століття до н. е.) виплавка та виробництво заліза були рідкістю. Залізні предмети використовували лише для художніх, декоративних, ритуальних, подарункових і церемоніальних цілей, а також для орнаментування. Отже, залізо в цю епоху було ціннішим або коштовнішим за золото. Залізні артефакти дарувалися як королівські подарунки в період, що безпосередньо передував правлінню Тутанхамона (тобто під час правління Аменхотепа III).
У гробниці Тутанхамона було виявлено дев'ятнадцять залізних предметів, у тому числі набір лез, які дуже схожі на ті, що використовувалися в церемонії відкриття рота (ритуал, який виконується для померлого, щоб уможливити загробне життя). Інші залізні предмети що були поховані з мумією Тутанхамона: мініатюрний підголівник, який міститься всередині золотої посмертної маски; амулет, прикріплений до золотого браслета; лезо кинджала із золотою руків'ям. Усі вони були виготовлені відносно грубими методами, за винятком леза кинджала, яке явно виготовлено майстрами.